# Ritratto del doge Andrea Gritti
Il Ritratto del doge Andrea Gritti è un dipinto olio su tela del celeberrimo pittore veneziano Tiziano Vecellio del 1546 - 1550 ed è conservato nella National Gallery of Art di Washington.

## Storia
Il ritratto venne realizzato per lo stesso soggetto dell'opera, il Doge della Repubblica di Venezia Andrea Gritti. Nel 1626 l'opera venne acquistata per il sovrano britannico Carlo I e nel 1651, due anni postimi alla decollazione del sovrano d'Inghilterra (in seguito alla seconda Guerra Civile inglese), venne veduta all'asta. A testimoniare l'appartenenza dell'opera a Carlo I, nel retro della tela è possibile notare un'etichetta che ripete la seguente frase: "Comprato per Sua Maestà in Italia, 1626".

### In America
In seguito all'asta del 1651, l'opera passò fra le mani di diversi nobili austriaci per svariate generazioni fino al 1954, quando il ritratto venne venduto alla Samuel H. Kress Foundation di New York, la quale lo volle donare nel 1961 alla National Gallery di Washington (dove tutt'oggi è in mostra al pubblico).

## Descrizione e stile

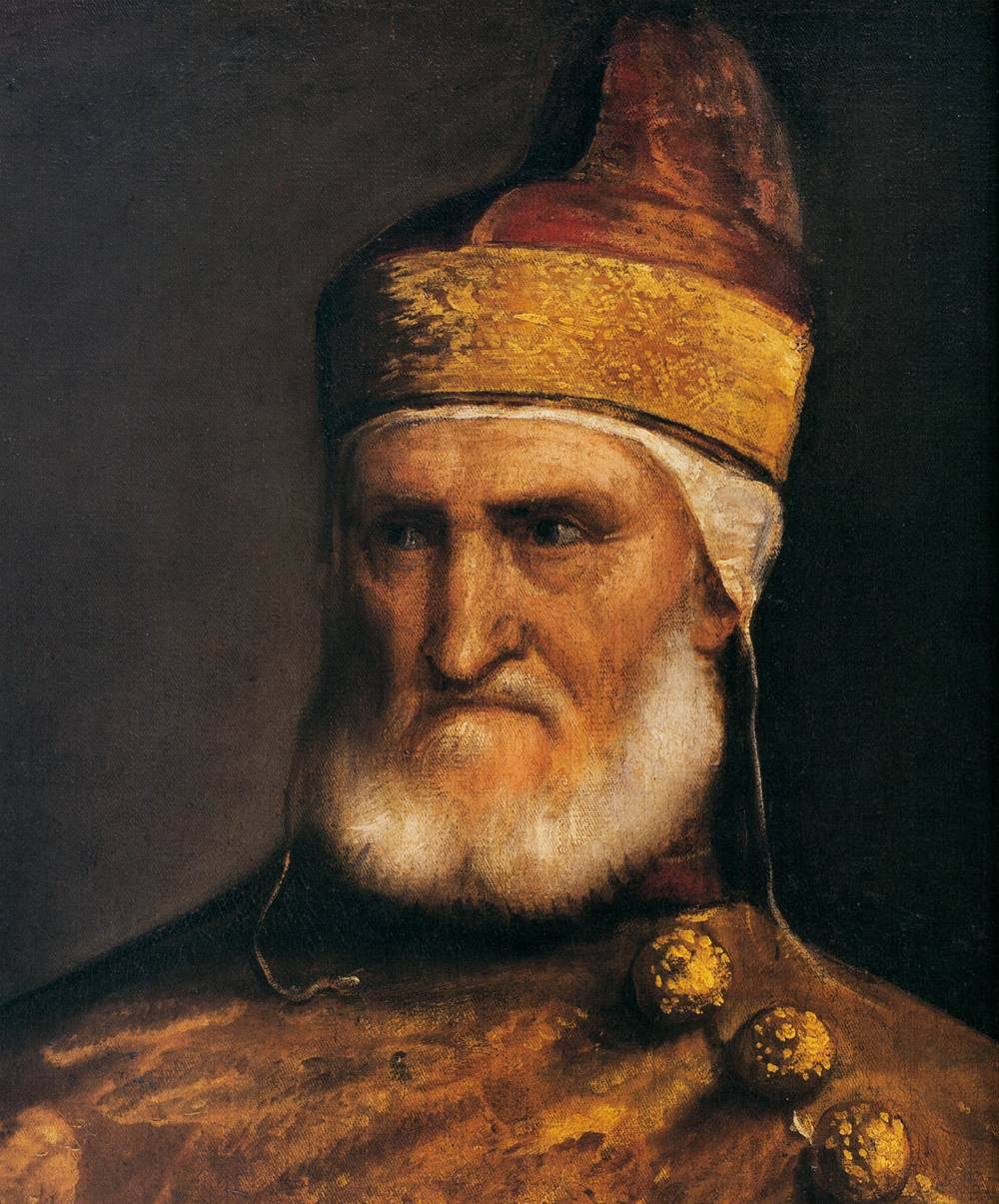
Dettaglio del volto di Andrea Gritti.

Andrea Gritti viene raffigurato da Tiziano dalla vita fino alla punta del corno ducale in uno sfondo di colore marrone. Il soggetto presenta una posa signorile, un'allusione alla grande potenza del medesimo Doge e della Repubblica di cui è a capo: il busto è girato verso destra mentre il capo osserva verso sinistra; proprio nel volto Tiziano dipinge gli occhi del soggetto coprendoli con l'ombra delle sopracciglia, simbolo di una notevole esperienza artistica. Ed è sempre il volto a rappresentare l'unicità dell'opera, grazie ad uno sguardo psicologico (tipico dei ritratti di Lorenzo Lotto) che trasmette allo spettatore la potenza del Doge di Venezia. Trasferendoci verso gli abiti del soggetto, possiamo notare la tipica veste doganale e il simbolico corno ducale (che Tiziano rappresenta più grande del normale), elementi che rappresentano la figura del Doge dei ritratti del Quattrocento fino a quelli del 1797.

### Michelangelo e Tiziano
Un altro punto cardine della descrizione del ritratto è forse quello più importante: la mano del Doge che raccoglie il manto dorato; questo semplice dettaglio ha scatenato una forte discussione fra i critici e gli storici, poiché rappresenterebbe una valida testimonianza della visita a Roma da parte di Tiziano, avvenuta nel 1545 (un anno precedente all'inizio della realizzazione dell'opera): Tiziano ebbe il modo di visitare, oltre alle antiche opere classiche romane, le opere di inizio secolo di Michelangelo. In particolare, potrebbe aver visitato il Mosè della Basilica di San Pietro in Vincoli, una scultura che ricorda appunto le mani del Doge Andrea Gritti.

### Iscrizioni
In alto a sinistra, compare la scritta ANDREAS GRITI DOGE/ DI VENETIA, ovvero "Andrea Gritti Doge di Venezia". In centro a destra, invece, compare la firma: TITIANUS E.F., cioè "Tiziano lo fece".